# Adonidia
Genre
Adonidia est un genre de plantes de la famille des Arecaceae (Palmiers).

## Classification
- Sous-famille des Arecoideae
  - Tribu des Areceae
    - Sous-tribu des Ptychospermatinae

Le genre Adonidia partage sa sous-tribu avec treize autres genres : Ptychosperma, Ponapea, Balaka, Veitchia, Carpentaria, Wodyetia, Drymophloeus, Normanbya, Brassiophoenix,  Ptychococcus,  Jailoloa, Manjekia et Wallaceodoxa.

## Liste d'espèces
Selon Catalogue of Life (24 juin 2018) et World Checklist of Selected Plant Families (WCSP) (01 janvier 2021)  et Plants of the World online (POWO) (01 janvier 2021) :
- Adonidia dransfieldii K.M.Wong, Sugau & Y.W.Low (2015)
- Adonidia merrillii (Becc.) Becc. (1919)

Selon BioLib (24 juin 2018) et NCBI (24 juin 2018) :
- Adonidia maturbongsii W.J.Baker & Heatubun =  Manjekia maturbongsii
- Adonidia merrillii (Becc.) Becc.

Selon ITIS (24 juin 2018), The Plant List (24 juin 2018) et Tropicos (24 juin 2018) :
- Adonidia merrillii (Becc.) Becc.